# Dapanoptera perdecora
Dapanoptera perdecora är en tvåvingeart som först beskrevs av Walker 1861.  Dapanoptera perdecora ingår i släktet Dapanoptera och familjen småharkrankar. Arten är känd från Indonesien och Papua Nya Guinea.